# حقل جليدي

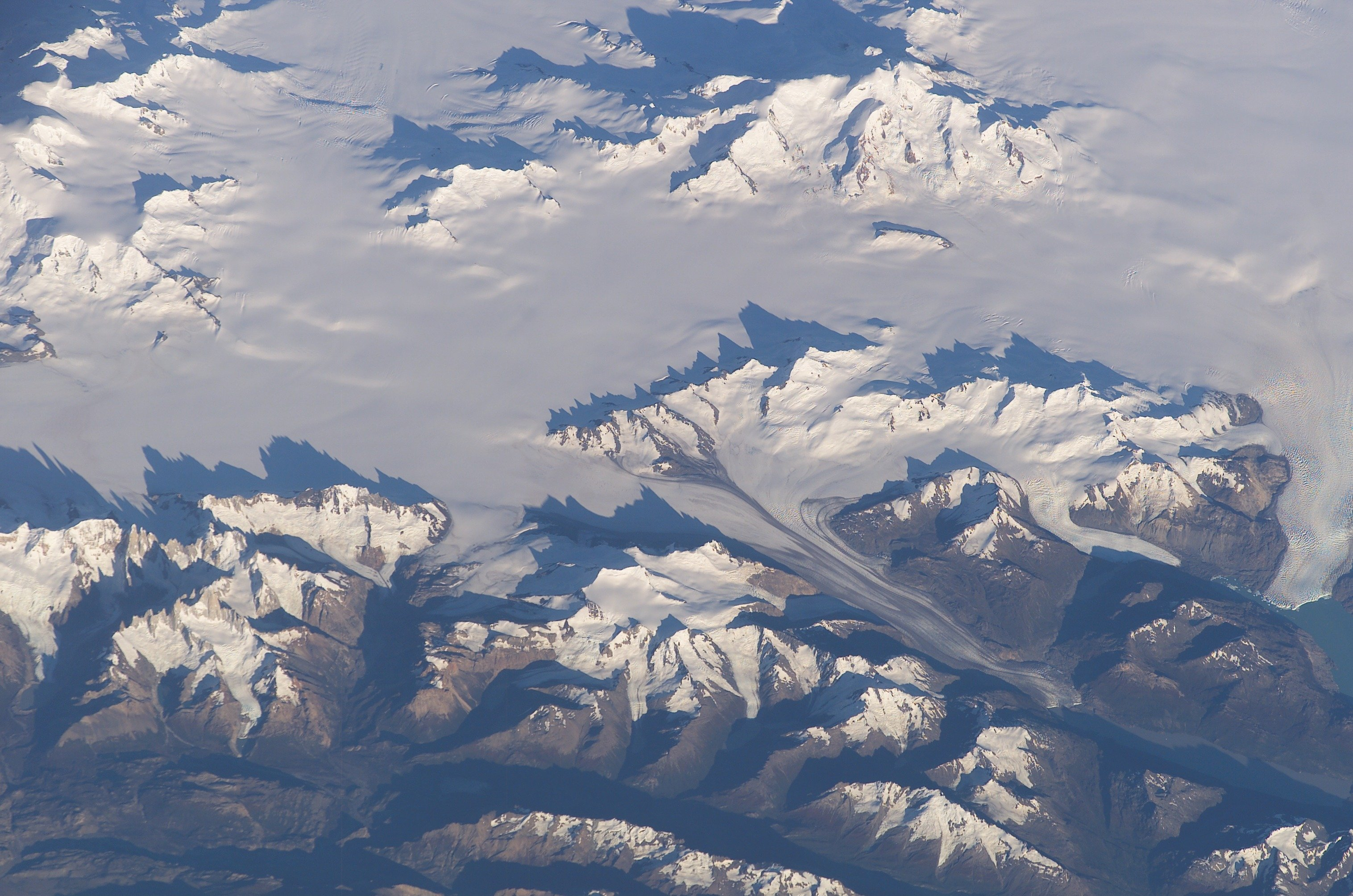
حقل جليدي.

الحقل الجليدي (بالإنجليزية: Ice field)‏، هو مساحة واسعة من الأنهار الجليدية المترابطة الموجودة في منطقة جبلية، أو هو تشكيل واسع من حزم من الجليد في البحر. ويكون كتلة جليدية سميكة منبسطة وشاسعة بمناطق شديدة البرودة على اليابسة، وأيضا كتل جليدية عائمة بالبحار القطبية يفوق طولها 5 أميال.
لا ينبغي الخلط بين الحقل الجليدي والحقل الثلجي.